# Islam Bazarqanov
Islam Bazarqanov (azerbajdzjanska: İslam Bazarqanov), född 1 augusti 1998 i Kiziljurt i Ryssland, är en azerisk brottare som tävlar i fristil.

## Karriär
Vid EM 2025 i Bratislava tog Bazarqanov brons i 57 kg-klassen efter att ha besegrat bulgariske Ivaylo Tisov i bronsmatchen.